# Amando Blanquer Ponsoda
Amando Blanquer Ponsoda (* 1935 in Alcoi, Provinz Alicante; † 7. Juli 2005) war ein spanischer Komponist, Musiker und Musikpädagoge.

## Leben
Bereits als Kind wirkte er in der Banda Primativa seiner Heimatstadt Alcoy mit und erlernte Piccolo-Flöte, Flöte, Horn, Violine und Klavier. Dort bekam er auch seine ersten theoretischen Unterweisungen in der Harmonielehre. Er absolvierte das Musikstudium am Konservatorium von Valencia bei Manuel Palau Boix und Miguel Asins Arbo. 1958 ging er nach Paris und vervollständigte seine Studien in Komposition bei Jean-Yves Daniel-Lesur und Olivier Messiaen am Konservatorium. 1962 ging er nach Rom und bekam ein Stipendium an der Academia di Santa Cecilia. Im Jahr 1959 wurde er Leiter der Kompositionsklasse am Konservatorium in Valencia, welches er von 1971 bis 1975 als Direktor leitete.
Für seine Kompositionen erhielt er zahlreiche Auszeichnungen und Preise, wie z. B. Premio Nacional Maestro Villa für sein Concierto para banda und den Joaquín-Turina-Preis für Invenciones para orquesta. Sein Œuvre umfasst etwa 100 Kompositionen, darunter 2 Opern, 27 Orchesterwerke, 9 Blasorchesterwerke, Solo-Werke, Chorwerke und Kammermusik.
Er starb am 7. Juli 2005 an den Folgen eines Schlaganfalls.

## Werke

### Werke für Orchester
- La Sinfonieta

### Werke für Blasorchester
- 1958 Aleluya Prozessions Marsch
- 1962 Tres Dances Valencianes
  1. Dansa Caracteristica
  2. Ball de Vellas
  3. Jota
- 1973 Concierto para banda
  1. Allegro
  2. Adagio - Andante-Adagio
  3. Tempo de Marcia
- 1985 Iridiscencias Sinfonicas
  1. Hoqueto: Allegro non tanto:  Allegretto grazioso - Allegro vivace
  2. Intermedio
  3. Ricercar:  Moderato - Allegretto grazioso
- 1990 La Romana
- 1991 Gloses II
  1. Moderato
  2. Mosso
  3. Moderato
  4. Mosso, con certo vivacita
  5. Allegro jubiloso
- Elda Maurischer Marsch
- El Somni
- Triptic para Banda
- Musical Apolo
- Tarde de Abril Abencerrajes
- Any d alferis
- La Torre es Cristiana
- La Torre es Mora
- Entornos
  1. Allegro Grazioso
  2. Lento
  3. Fanfarria y Coral